# Osbornellus infuscatus
Osbornellus infuscatus är en insektsart som beskrevs av Rauno E. Linnavuori 1955. Osbornellus infuscatus ingår i släktet Osbornellus och familjen dvärgstritar. Inga underarter finns listade i Catalogue of Life.